# فحم قاري

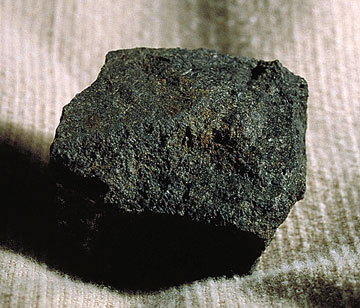
الفحم القاري

الفحم القاري أو الفحم الأسفلتي أو فحم بتيوميني (بالإنجليزية: Bituminous coal)‏هو نوع من الفحم ليّن نسبياً يحتوي على مادة شبيهة بالقار هي الأسفلت. يتميز بجودة أعلى من الفحم البني وأدنى من الفحم الصلب. يتشكل الفحم القاري في العادة نتيجة تعرض الفحم البني لضغطٍ عالٍ. وقد يكون أسود اللون أو بنياً غامقاً في بعض الأحيان. كثيراً ما تظهر بين عروقه حزم مخططة ذات لون فاتح أو داكن. هذه التناوبات اللونية المميزة تصنف إلى نمطين: «داكن بخطوط فاتحة» أو «فاتح بخطوط داكنة»، وهي تستخدم للتعرف على طبقات الفحم القاري.